# Danh sách đơn vị hành chính Chiết Giang

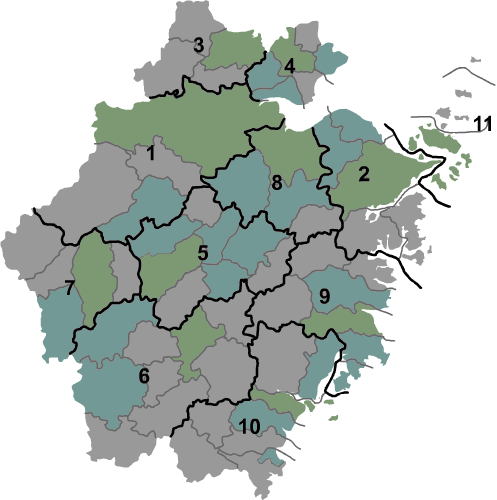
Bản đồ hành chính tỉnh Chiết Giang

Tỉnh Chiết Giang, Trung Quốc được chia ra thành các đơn vị hành chính sau:
- 11 đơn vị cấp địa khu
  - 9 địa cấp thị
  - 2 thành phố cấp phó tỉnh: Hàng Châu và Ninh Ba
- 90 đơn vị cấp huyện
  - 22 huyện cấp thị
  - 35 huyện
  - 1 huyện tự trị
  - 32 khu (quận)
- 1598 đơn vị cấp hương
  - 783 trấn/ thị trấn
  - 526 hương/ xã
  - 14 hương dân tộc
  - 275 nhai đạo

Tất cả các đơn vị hành chính này được giải thích chi tiết trong bài phân cấp hành chính Trung Quốc. Danh sách sau chỉ liệt kê các đơn vị hành chính cấp địa khu và cấp huyện của Chiết Giang.
| Thành phố (địa cấp thị) | Quận | Huyện, thành phố cấp huyện (huyện cấp thị) |
| ----------------------- | --- | --- |
| • Hàng Châu (杭州市)    | Củng Thự (拱墅區) Tây Hồ (西湖區) Thượng Thành (上城區) Hạ Thành (下城區) Giang Can (江干區) Tân Giang (濱江區) Dư Hàng (餘杭區) Tiêu Sơn (蕭山區) | thành phố cấp huyện Kiến Đức (建德市) thành phố cấp huyện Phú Dương (富陽市) thành phố cấp huyện Lâm An (臨安市) Đồng Lư (桐廬縣) Thuần An (淳安縣)                                                            |
| • Ninh Ba (寧波市)      | Hải Thự (海曙區) Giang Đông (江東區) Giang Bắc (江北區) Trấn Hải (鎮海區) Bắc Luân (北侖區) Ngân Châu (鄞州區)                                     | thành phố cấp huyện Dư Diêu (餘姚市) thành phố cấp huyện Từ Khê (慈溪市) thành phố cấp huyện Phụng Hóa (奉化市) Ninh Hải (寧海縣) Tượng Sơn (象山縣)                                                           |
| • Ôn Châu (溫州市)      | Lộc Thành (鹿城區) Long Loan (龍灣區) Âu Hải 甌海區                                                                                                | thành phố cấp huyện Thụy An (瑞安市) Nhạc Thanh (樂清市) Vĩnh Gia (永嘉縣) Động Đầu (洞頭縣) Bình Dương (平陽縣) Thương Nam (蒼南縣) Văn Thành (文成縣) Thái Thuận (泰順縣)                                    |
| • Gia Hưng (嘉興市)     | Nam Hồ (南湖區) Tú Châu (秀洲區) | thành phố cấp huyện Hải Ninh (海寧市) thành phố cấp huyện Bình Hồ (平湖市) thành phố cấp huyện Đồng Hương (桐鄉市) Gia Thiện (嘉善縣) Hải Diêm (海鹽縣)                                                        |
| • Hồ Châu (湖州市)      | Ngô Hưng (吳興區) Nam Tầm (南潯區) | Trường Hưng (長興縣) Đức Thanh (德清縣) An Cát (安吉縣) |
| • Thiệu Hưng (紹興市)   | Việt Thành (越城區) | Chư Kỵ (諸暨市) Thượng Ngu (上虞市) Thặng Châu (嵊州市) Thiệu Hưng (紹興縣) Tân Xương (新昌縣) |
| • Kim Hoa (金華市)      | Vụ Thành (婺城區) Kim Đông (金東區) | thành phố cấp huyện Lan Khê (蘭溪市) thành phố cấp huyện Nghĩa Ô (義烏市) thành phố cấp huyện Đông Dương (東陽市) thành phố cấp huyện Vĩnh Khang (永康市) Vũ Nghĩa (武義縣) Phổ Giang (浦江縣) Bàn An (磐安縣) |
| • Cù Châu (衢州市)      | Kha Thành (柯城區) Cù Giang (衢江區) | thành phố cấp huyện Giang Sơn (江山市) Long Du (龍游縣) Thường Sơn (常山縣) Khai Hóa (開化縣) |
| • Chu Sơn (舟山市)      | Định Hải (定海區) Phổ Đà (普陀區) | Đại Sơn (岱山縣) Thặng Tứ (嵊泗縣) |
| • Thai Châu (台州市)    | Tiêu Giang (椒江區) Hoàng Nham (黃岩區) Lộ Kiều (路橋區)                                                                                           | thành phố cấp huyện Lâm Hải (臨海市) thành phố cấp huyện Ôn Lĩnh (溫嶺市) Ngọc Hoàn (玉環縣) Thiên Thai (天台縣) Tiên Cư (仙居縣) Tam Môn (三門縣)                                                             |
| • Lệ Thủy (麗水市)      | Liên Đô (蓮都區) | Long Tuyền (龍泉市) Tấn Vân (縉雲縣) Thanh Điền (青田縣) Vân Hòa (雲和縣) Toại Xương (遂昌縣) Tùng Dương (松陽縣) Khánh Nguyên (慶元縣) huyện tự trị dân tộc Cảnh Ninh (景寧畲族自治縣)                        |